# Aegosoma sinicum
Aegosoma sinicum (лат.) — вид жуков-усачей из подсемейства прионин. Кормовым растением личинок является бруссонетия бумажная.

## Классификация
Известно 6 подвидов, все они распространены в Азии: 
- Aegosoma sinicum legrandi (Indonesia 2022) —  Индонезия, Суматра

- Aegosoma sinicum ogurai (Takakuwa, 1984) — Япония
- Aegosoma sinicum ornaticolle White, 1853 — Вьетнам, Индия, Лаос, Малайзия, Мьянма, Таиланд, Тайвань и Китай
- Aegosoma sinicum savoryi (Kusui, 1974) — Япония
- Aegosoma sinicum sinicum White, 1853 — Япония, Тайвань, Корейский полуостров, Китай и Россия
- Aegosoma sinicum validicorne (Gressit, 1951) — Япония